# Lecania calatina
Lecania calatina là một loài ruồi trong họ Asilidae. Lecania calatina được Walker miêu tả năm 1849. Loài này phân bố ở vùng Tân nhiệt đới.